# O Gráfico Amador
O Gráfico Amador foi uma gráfica particular fundada no Recife em maio de 1954, encerrando suas atividades em 1961. 
Essa editora foi fundada por jovens artistas e intelectuais  pernambucanos. Entre seus membros podemos destacar Aloísio Magalhães, Gastão de Holanda, José Laurenio de Melo, Orlando da Costa Ferreira, além da participação de João Cabral de Melo Neto e Ariano Suassuna.
As edições eram todas artesanais, com pequena tiragem. Para isso usavam uma prensa manual.
Entre as obras publicadas consta "Aniki Bobo", com textos de João Cabral de Melo Neto e ilustrações de Aloísio Magalhães.
Outra obra em seu catálogo foi O amor natural, de Carlos Drumond de Andrade, que confidenciou, no momento, sobre a conveniência de editar ou não:
| “ | Se os publicar agora, são capazes de dizer que sou um velho gaiteiro, mas se deixar para mais tarde, pode ser que eles se tenham tornado contos de carochinha’. | ” |

Recebeu estímulos positivos de instituições gráficas estrangeiras, tais como Le Courrier Graphique, de Paris, e de Curwen Press, de Londres. Para sobreviver, contava com colaborações de algumas dezenas de sócios. 